# 1970 w literaturze
Wydarzenia literackie w 1970 roku.

## Wydarzenia
- W Tbilisi ukazał się pierwszy przekład Lalki w języku gruzińskim, a w Kijowie – w języku ukraińskim.
- w domu Antoniego Abrahama otworzono Dział Historyczny Muzeum Miasta Gdyni[1]

## Proza beletrystyczna i literatura faktu

### Język angielski
- Agatha Christie – Pasażer do Frankfurtu (Passenger to Frankfurt)
- Nadine Gordimer – Gość honorowy (A Guest of Honour)
- James Herriot – Jeśli tylko potrafiłyby mówić (If Only They Could Talk)
- Irwin Shaw – Pogoda dla bogaczy (Rich Man, Poor Man)

### Język polski
- Maria Dąbrowska (pośmiertnie) – Przygody człowieka myślącego
- Józef Łobodowski – Rzeka graniczna
- Aleksander Minkowski – Pojedynek z Johnem (Wydawnictwo Harcerskie)[2]
- Sławomir Mrożek – Dwa listy i inne opowiadania
- Wiesław Myśliwski – Pałac (Państwowy Instytut Wydawniczy)[3]
- Ewa Maria Ostrowska – Gdzie winą jest dużą... (Czytelnik)[4]
- Tadeusz Różewicz – Śmierć w starych dekoracjach (Państwowy Instytut Wydawniczy)[5]
- Władysław Lech Terlecki – Dwie głowy ptaka
- Lucjan Wolanowski – Upał i gorączka. Reporter wędruje szlakiem cierpienia

### Inne języki
- Thomas Bernhard – Kalkwerk (Das Kalkwerk)
- Bohumil Hrabal
  - Poupata
  - Domácí úkoly: úvahy a rozhovory
- Gabriel García Márquez – Opowieść rozbitka (Relato de un náufrago)
- Amos Oz – Aż do śmierci (Ad mawet)
- Emilian Stanew – Antychryst (Антихрист)
- Michel Tournier – Król Olch (Le roi des Aulnes)

## Wywiady
- polskie
- zagraniczne

## Dzienniki, autobiografie, pamiętniki
- polskie
- zagraniczne
- wydania polskie tytułów zagranicznych

## Nowe eseje, szkice i felietony
- polskie
- zagraniczne
- wydania polskie tytułów zagranicznych

## Nowe dramaty
- polskie
  - Helmut Kajzar – Rycerz Andrzej
- zagraniczne
  - Thomas Bernhard – Święto Borysa (Ein Fest für Boris)
- wydania polskie tytułów zagranicznych

## Nowe poezje
- polskie
  - Stanisław Barańczak – Jednym tchem
  - Anna Kamieńska – Biały rękopis
  - Jarosław Marek Rymkiewicz – Anatomia
- zagraniczne
  - Paul Celan – Przymus światła (Lichtzwang, pośm.)
  - Everett LeRoi Jones – It’s Nation Time (To czas narodu)
  - Denise Levertov – Relearning the Alphabet (Nowa nauka abecadła)
  - Pablo Neruda – Las piedras del cielo (Kamienie z nieba)
  - Ezra Pound – Drafts and Fragments of Cantos CX to CXVII (Szkice i fragmenty Pieśni CX–CXVII)
  - Donald Davie – Six Epistles to Eva Hesse[6]
  - Ted Hughes – Crow[7]
  - Elizabeth Jennings – Lucidities[7]

- wydania polskie tytułów zagranicznych
- antologie polskie
- antologie zagraniczne
- wydania polskie antologii zagranicznych

## Nowe prace naukowe i biografie
- polskie
  - Stanisław Lem – Fantastyka i futurologia
- zagraniczne
  - Theodor Adorno – Teoria estetyczna (Ästhetische Theorie)
  - Hoimar von Ditfurth – Dzieci Wszechświata (Kinder des Weltalls)
  - Stanislao Loffreda – Scavi di Et-Tabga
  - Noel Stock(inne języki) – Życie Ezry Pounda (The Life of Ezra Pound)
- wydania polskie tytułów zagranicznych

## Urodzili się
- 8 stycznia – Dave Eggers, amerykański pisarz i wydawca
- 20 lutego – Julia Franck, niemiecka pisarka
- 28 lutego – Daniel Handler, amerykański pisarz
- 4 kwietnia – Paavo Matsin, estoński pisarz
- 8 kwietnia – Care Santos, hiszpańska pisarka i krytyczka
- 15 maja — Judith Hermann, niemiecka pisarka
- 16 maja – Jakub Malik, polski literaturoznawca (zm. 2017)
- 26 maja – Alex Garland, brytyjski pisarz
- 27 maja – Trenton Lee Stewart, amerykański autor książek młodzieżowych
- 27 czerwca – Cecily von Ziegesar, amerykańska pisarka dla nastolatek
- 27 października – Jonathan Stroud, brytyjski pisarz, autor literatury fantasy
- 28 października – Ayad Akhtar, amerykański dramaturg i pisarz
- 21 listopada — Torsten Haß, niemiecki poeta, dramatopisarz i powieściopisarz
- 24 listopada – Marlon James, jamajski pisarz
- 27 listopada – Han Kang, południowokoreańska pisarka
- 30 listopada – Tayari Jones, amerykańska pisarka
- 9 grudnia
  - Anna Gavalda, francuska pisarka, dziennikarka
  - Kevin Hearne, amerykański pisarz fantasy
- Katarzyna Bazarnik, polska historyczka literatury angielskiej, tłumaczka, współtwórczyni i teoretyczka liberatury
- Maria Berkan-Jabłońska, polska historyczka literatury
- Zenon Fajfer, poeta, współtwórca i teoretyk liberatury
- Dorthe Nors, duńska pisarka

## Zmarli
- 10 stycznia – Charles Olson, amerykański poeta i krytyk literacki (ur. 1910)
- 15 stycznia – Lea Goldberg, żydowska poetka, pisarka, tłumaczka (ur. 1911)
- 8 marca – Johanna Sibelius, niemiecka pisarka i scenarzystka (ur. 1913)
- 11 marca – Erle Stanley Gardner, amerykański prawnik i pisarz powieści detektywistycznych (ur. 1889)
- 27 marca – Viola Brothers Shore, amerykańska poetka i prozaiczka (ur. 1890)
- 28 marca – Natan Alterman, izraelski poeta, dziennikarz i pisarz (ur. 1910)
- 11 kwietnia – John O’Hara, amerykański pisarz (ur. 1905)
- 20 kwietnia – Paul Celan, żydowski poeta niemieckojęzyczny (ur. 1920)
- 12 maja – Nelly Sachs, niemiecka poetka (ur. 1891)
- 13 maja – Márton Moyses, rumuński poeta pochodzenia węgierskiego (ur. 1941)
- 19 maja – Tadeusz Breza, polski powieściopisarz i eseista (ur. 1905)
- 20 maja – Eustachy Czekalski, polski pisarz i tłumacz (ur. 1885)
- 7 czerwca – E.M. Forster, angielski prozaik, eseista i krytyk literacki (ur. 1879)
- 21 czerwca – Lew Kassil, radziecki pisarz dla młodzieży (ur. 1905)
- 24 czerwca – Eugeniusz Szermentowski, polski pisarz i dziennikarz (ur. 1904)
- 25 czerwca – Konrad Bielski, polski poeta i prozaik (ur. 1901)
- 29 czerwca — Stefan Andres, niemiecki pisarz realistyczny, dramaturg i poeta katolicki (ur. 1906)
- 19 sierpnia – Paweł Jasienica, polski pisarz i publicysta (ur. 1909)
- 1 września – François Mauriac, francuski pisarz (ur. 1885)
- 12 września – Jan Sztaudynger, polski poeta, fraszkopisarz, satyryk i tłumacz (ur. 1904)
- 17 września – France Bevk, słoweński pisarz, epik i realista (ur. 1890)
- 18 września – Anna Zelenay, polska poetka (ur. 1925)
- 25 września
  - Belulah Marie Dix, amerykańska dramatopisarka i scenarzystka (ur. 1876)
  - Erich Maria Remarque, niemiecki pisarz (ur. 1898)
- 28 września – John Dos Passos, amerykański powieściopisarz (ur. 1896)
- 6 października – Julian Przyboś, polski poeta (ur. 1901)
- 8 października – Jean Giono, francuski pisarz (ur. 1895)
- 19 października – Unica Zürn, niemiecka pisarka i rysowniczka (ur. 1916)
- 21 listopada – Anzia Yezierska, amerykańska pisarka pochodzenia polsko-żydowskiego (ur. 1880)
- 23 listopada – Alf Prøysen, norweski pisarz (ur. 1914)
- 25 listopada – Yukio Mishima, japoński prozaik, poeta, dramaturg i eseista (ur. 1925)
- 28 listopada
  - Jan Drda, czeski pisarz i dramaturg (ur. 1915)
  - Fritz von Unruh, niemiecki pisarz, dramaturg i poeta (ur. 1885)

## Nagrody
- Georg-Büchner-Preis – Thomas Bernhard
- Nagroda Bookera – Bernice Rubens za książkę Wybrany
- Nagroda im. Conrada Ferdinanda Meyera – Gerold Späth
- Nagroda Goncourtów – Michel Tournier za powieść Król Olch (Le Roi des Aulnes)
- Nagroda Hugo za najlepszą powieść – Ursula K. Le Guin za powieść Lewa ręka ciemności
- Nagroda Hugo za najlepsze opowiadanie – Fritz Leiber za Statek cieni
- Nagroda Hugo za najlepszą miniaturę literacką – Samuel R. Delany za Czas rozpatrywany jako helisa z kamieni półszlachetnych
- Nagroda Kościelskich – Jerzy Gierałtowski, Janina Kowalska (właśc. Hanna Świderska), Kazimierz Orłoś
- Nagroda Nobla – Aleksandr Sołżenicyn
- Premio Alfaguara – Carlos Droguett(inne języki) za Todas esas muertes
- Prix Médicis – Camille Bourniquel(inne języki) za Sélinonte ou la Chambre impériale